# Gilbert Wakefield

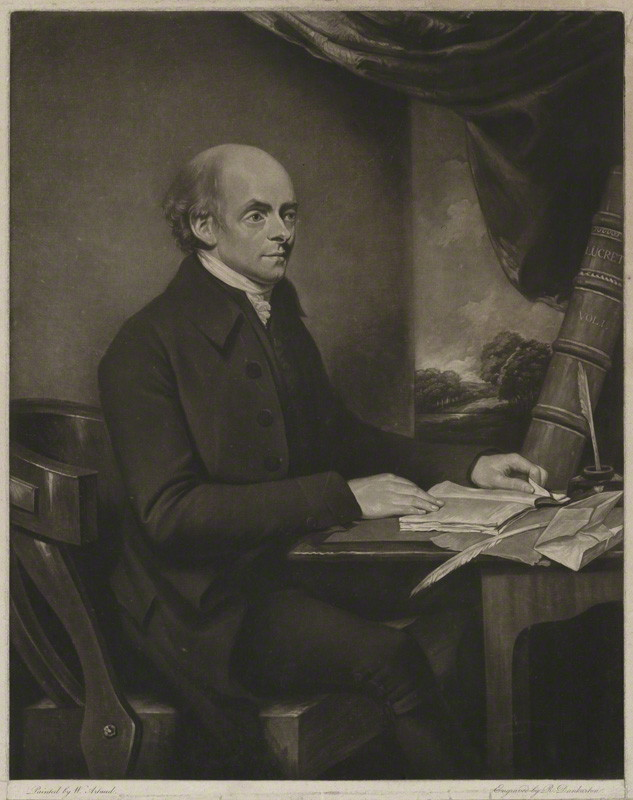
Gilbert Wakefield

Gilbert Wakefield (1756 - 1801), maestro y controversialista, nació en Nottingham, educado en Cambridge, recibió una gran educación, sin embargo se convirtió en un Unitario. Fue un fuerte defensor de la Revolución francesa y fue prisionero por dos años ya que publicó un panfleto radical sedicioso. Publicó obra tales como Early Christian Writers on the Person of Christ (1784), An Examination of Paine's Age of Reason (1794), y Silva Critica (1789-95) e ilustraciones de escrituras. También publicó varias obras de otros escritores como lo hizo Joseph Johnson además de eso se inspiró en éste escritor.
- Datos: Q3105890
- Multimedia: Wakefield, Gilbert, 1756-1801 / Q3105890